# Houzan Mahmoud
Houzan Mahmoud (Souleimaniye, 8 marzo 1973) è una scrittrice, attivista per la pace e femminista curda in esilio. Ha ottenuto asilo politico in Gran Bretagna e nel 2006 la nazionalità britannica. È la co-fondatrice del Culture Project, una piattaforma per scrittrici e attiviste curde.

## Biografia
Nata in una famiglia laica di sinistra, Houzan Mahmoud è stata vicina ai circoli dell'opposizione a Saddam Hussein in Kurdistan fin dall'infanzia. I suoi primi ricordi risalgono alla guerra Iran-Iraq del 1980-88. "Dal giorno in cui sono nata, fino a questo momento, tutto ciò a cui ho assistito è la guerra, una guerra senza fine in Iraq", ha detto. Ha iniziato a leggere la letteratura femminista, che ha ispirato il suo attivismo contro la violenza patriarcale, in particolare i delitti d'onore, le mutilazioni genitali femminili e i matrimoni forzati. I suoi fratelli e sorelle maggiori appartenevano a un movimento curdo, il Gruppo dei Lavoratori, una fazione marxista-leninista all'interno dell'Unione Patriottica del Kurdistan. Il fratello maggiore è stato ucciso dalla polizia politica a pochi metri dalla casa di famiglia. Successivamente, i membri del Gruppo dei Lavoratori sono stati braccati e massacrati dall'Unione Patriottica del Kurdistan, a causa di divergenze politiche.
Dopo il diploma di scuola superiore, Houzan Mahmoud ha studiato per diventare insegnante a Erbil. Ma la guerra tra il Partito Democratico del Kurdistan e l'Unione Patriottica del Kurdistan l'ha costretta a rinunciare. Era vicina alla corrente comunista, senza mai aderirvi.

### In esilio
Nel 1994 è andata in esilio in Turchia, poi nel Regno Unito, con il marito, un veterano iraniano di Komala, un'organizzazione militare contraria alla Repubblica islamica. Le è stato concesso asilo politico prima di ottenere la nazionalità britannica.
Nel 1998, Houzan Mahmoud ha partecipato con Yanar Mohammed alla creazione della coalizione per la difesa dei diritti delle donne irachene, che è diventata l'Organizzazione per la libertà delle donne in Iraq l'anno successivo. Durante il movimento del marzo 2003 contro la guerra in Iraq, è diventata una delle relatrici più ascoltate, parlando a più di 700.000 persone alla manifestazione del 20 marzo 2003 a Londra.
Fu in questo periodo che decise, nonostante la sua diffidenza nei confronti dei partiti politici, di unirsi al Partito Comunista-Operaio dell'Iraq, dove entrò rapidamente nell'ufficio politico al 5° congresso tenutosi a Baghdad nel 2004. È diventata anche il capo dell'Organizzazione al di fuori dell'Organizzazione per la Libertà delle Donne in Iraq. Per un certo periodo è stata direttrice estera del Congresso delle Libertà in Iraq, prima di lasciare il posto a Faris Mahmood per concentrarsi sulle sue attività in difesa dei diritti delle donne.
Mahmoud pubblica regolarmente analisi sulla stampa britannica, tra cui The Independent e The Guardian, così come in televisione. Viene regolarmente invitata in altri paesi per denunciare la situazione delle donne irachene, tra cui gli Stati Uniti, la Francia, il Giappone e il Portogallo. Ha co-presentato A Day in the Life of Iraqi Women, con Laila Al Shaikhli per parlare della vita delle donne irachene sotto l'occupazione americana nel 2007. È l'editrice di Kurdish Women's Stories, un'antologia di scritti autobiografici di donne provenienti da tutte le regioni del Kurdistan.  I racconti hanno richiesto due anni per essere raccolti, attraverso il lavoro di Culture Project e presenta donne di età compresa tra i venti e i settant'anni, tra cui l'attivista Lanja Khawe.

### Minacce
Il 26 febbraio 2007, Houzan Mahmoud ha ricevuto minacce di morte dal gruppo islamista curdo Ansar Al-Islam, a causa del suo coinvolgimento nella campagna contro l'introduzione della legge della Sharia nella Costituzione regionale del Kurdistan.

## Pubblicazioni
- (EN) Houzan Mahmoud, An empty sort of freedom, in The Guardian, 8 marzo 2004.
- (EN) Houzan Mahmoud, Iraq must reject a constitution that enslaves women, in The Independent, 14 agosto 2005.
- (EN) Houzan Mahmoud, A symptom of Iraq's tragedy, in The Guardian, 13 giugno 2006.
- (EN) Houzan Mahmoud, A dark anniversary, in The Guardian, 27 settembre 2006.